# بریم عشق‌بازی کنیم (فیلم)
بریم عشق‌بازی کنیم (به هندی: Chalo Ishq Ladaaye) فیلمی محصول سال ۲۰۰۲ و به کارگردانی عزیز سجاوال است. در این فیلم بازیگرانی همچون گوویندا، رانی موکرجی، قادرخان، سانجای سوری، جانی لور، مینک برار، گلشن گروور، سونیل شتی ایفای نقش کرده‌اند.